# Ischiodontus
Ischiodontus is een geslacht van kevers uit de familie  
kniptorren (Elateridae).
Het geslacht is voor het eerst wetenschappelijk beschreven in 1859 door Candèze.

## Soorten
Het geslacht omvat de volgende soorten:
- Ischiodontus biemarginatus Steinheil
- Ischiodontus boninensis Makihara & Ôhira, 2006
- Ischiodontus daitoensis Ôhira, 1969
- Ischiodontus intersitialis Boheman
- Ischiodontus kawaii Ôhira, 1967
- Ischiodontus langfordi (Van Zwaluwenburg, 1957)
- Ischiodontus melanoxanthoides Fleutiaux, 1906
- Ischiodontus pinguis Candèze, 1859